# André Knöfel
André Knöfel (ur. 30 października 1963 w Berlinie) – niemiecki astronom amator. 

## Życiorys
Z zawodu jest meteorologiem. Był przewodniczącym sekcji Fireball Data Center w International Meteor Organization. Prowadzi obserwacje w obserwatorium w Drebach.
Minor Planet Center przypisuje mu odkrycie 19 planetoid w latach 1998–2012, z czego 13 samodzielnie, a 6 wspólnie z innymi astronomami. Według strony odkrywców planetoid z obserwatorium w Drebach, Knöfel odkrył lub współodkrył kilka planetoid więcej, lecz Minor Planet Center jako ich odkrywcę podaje samo obserwatorium.
W uznaniu jego pracy jedną z planetoid nazwano (16438) Knöfel.

## Odkrycia
| Odkryte planetoidy: 19 | Odkryte planetoidy: 19 |
| ---------------------- | ---------------------- |
| (17821) Bölsche        | 31 marca 1998          |
| (20512) Rothenberg     | 10 września 1999       |
| (20518) Rendtel        | 12 września 1999       |
| (20522) Yogeshwar      | 13 września 1999       |
| (21686) Koschny        | 11 września 1999       |
| (38268) Zenkert        | 9 września 1999        |
| (101960) Molau         | 11 września 1999       |
| (147595) Gojkomitić    | 14 kwietnia 2004       |
| (157015) Walterstraube | 25 sierpnia 2003       |
| (157301) Loreena       | 16 września 2004       |
| (163800) Richardnorton | 26 sierpnia 2003       |
| (208351) Sielmann      | 8 września 2001        |
| (243073) Freistetter   | 16 kwietnia 2007       |
| (365739) Peterbecker   | 15 września 2004       |
| (455299) 2002 EL6      | 10 marca 2002          |
| (541551) 2011 SN70     | 24 września 2011       |
| (576345) 2012 PP19     | 11 sierpnia 2012       |
| (593571) 2015 RV52     | 17 września 2004       |
| (639879) 2018 CM5      | 3 kwietnia 2011        |
| 1. 2.                  |                        |